# Campanula calcarata
Campanula calcarata là loài thực vật có hoa trong họ Hoa chuông. Loài này được Sommier & Levier mô tả khoa học đầu tiên năm 1895.